# Tennsee
Der Tennsee ist ein kleiner See zwischen Klais und Krün im oberbayerischen Landkreis Garmisch-Partenkirchen.
Der See liegt auf 902 m Seehöhe. Er wird oberflächlich vom Meister-Brunn-Graben gespeist und entwässert in den nahe vorbeifließenden Kranzbach.
Beim Tennsee handelt es sich um ein periodisches Gewässer, das zeitweise auch ganz trockenfallen kann.  
Bekannt ist der Tennsee durch den an seinem Nordufer gelegenen Camping- und Caravanplatz.